# NGC 4109
NGC 4109 este o galaxie spirală situată în constelația Câinii de Vânătoare. A fost descoperită în 21 aprilie 1851 de către William Parsons, 3rd Earl of Rosse⁠(d). Se află la o distanță de 104 megaparseci de Pământ.